# 兜状青藤
兜状青藤（学名：Illigera trifoliata sp. cucullata）为莲叶桐科青藤属下的一个亚种。